# Berthold Frieß
Berthold Frieß (* 19. Mai 1968) ist ein deutscher politischer Beamter. Er ist seit 2021 als Ministerialdirektor der Amtschef im Ministerium für Verkehr Baden-Württemberg.

## Leben

### Ausbildung
Frieß absolvierte von 1989 bis 1994 eine Ausbildung zum Erzieher und erreichte einen theologischen Abschluss an der CVJM-Sekretärschule und der privaten Fachschule für Sozialpädagogik in Kassel. Von 1996 bis 1999 folgte eine Aufbauausbildung zum Diakon bei der Evangelischen Landeskirche in Württemberg. Er studierte Diakoniewissenschaften an der Universität Heidelberg und erreichte 2008 den Abschluss als Diplom-Diakoniewissenschaftler.

### Beruflicher Werdegang
Berthold Frieß war bereits neben der Aufbauausbildung von 1993 bis 2002 als Bezirksjugendreferent im Evangelischen Jugendwerk im Bezirk Balingen tätig. Anschließend übte er von 2001 bis 2008 die Funktion des Landesjugendreferenten für Jugendpolitik beim Evangelischen Jugendwerk in Württemberg aus.
Er war von 2008 bis 2012 der Landesgeschäftsführer des Bundes für Umwelt und Naturschutz (BUND) Landesverband Baden-Württemberg e. V. Danach übernahm er von 2012 bis 2016 die Leitung der Fraktionsgeschäftsstelle der baden-württembergischen Landtagsfraktion Bündnis 90/Die Grünen. Im Jahr 2016 wechselte er in die Verwaltung des Parlaments und wurde der Direktor beim Landtag von Baden-Württemberg.
Diese Tätigkeit übte Frieß bis zu seiner Ernennung am 19. Mai 2021 zum Ministerialdirektor und Amtschef unter Minister Winfried Hermann (Bündnis 90/Die Grünen) im Ministerium für Verkehr Baden-Württemberg aus. Er folgte auf Ministerialdirektor Uwe Lahl, welcher in das Ministerium für Soziales, Gesundheit und Integration Baden-Württemberg wechselte.

### Persönliches
Frieß wuchs auf der Schwäbischen Alb auf, ist verheiratet und hat zwei Kinder. Er wohnt mit seiner Familie im Landkreis Göppingen. Frieß war außerdem Mitglied des Vorstandes des Landesjugendringes Baden-Württemberg, zeitweise war er auch Erster Vorsitzender.

## Veröffentlichungen (Auswahl)
- mit Wolfgang Ilg: Evangelische Jugendarbeit in Zahlen: die Statistik 2007 des Evangelischen Jugendwerks in Württemberg. Buch + Musik, ejw-Service, Stuttgart 2008, ISBN 978-3-86687-023-9.